# Платонов, Валерий Игнатьевич
Валерий Игнатьевич Платонов (род. 6 января 1953 года) — оперно-симфонический дирижёр, Заслуженный деятель искусств Российской Федерации (2007), Народный артист Республики Башкортостан, лауреат Национальной театральной премии «Золотая Маска».

## Биография
В. Платонов родился 6 января 1953 года в г. Белорецке БАССР.
В 1977 окончил Уфимский государственный институт искусств, в 1982 — аспирантуру Уральской государственной консерватории (г. Екатеринбург). Его учителя — М. Б. Голубицкий, профессор М. И. Паверман, старейший дирижёр страны, класс которого окончил и знаменитый Е. Колобов. Профессиональную карьеру начал в 1981 году в Пермском академическом театре оперы и балета имени П. И. Чайковского. Считает своим наставником профессора Э. Е. Пасынкова (в то время главного режиссёра Пермского оперного театра).
Работая в Перми, Платонов, совместно с В. Рыловым и Э. Пасынковым, участвовал в постановках опер «Иван Сусанин» М. Глинки и «Война и мир» С. Прокофьева; с А. Анисимовым и Э. Пасынковым — оперы «Огненный ангел» С. Прокофьева (впервые в СССР) и «Хованщина» М. Мусоргского, с А. Анисимовым и Ю. Петровым — «Отелло» Дж. Верди. Поставил оперы Дж. Пуччини «Богема», Г. Доницетти «Лючия ди Ламмермур». Под руководством В. Платонова состоялась мировая премьера балета И. Ануфриева «Холодное сердце».
С 1991 по 2001 годы В. И. Платонов являлся главным дирижёром Башкирского государственного театра оперы и балета. Наиболее значительные работы Платонова в эти годы: постановка опер Ж. Бизе «Кармен», Дж. Россини «Севильский цирюльник», Дж. Пуччини «Богема», П. Чайковского «Пиковая дама», Ш. Гуно «Фауст» (концертное исполнение), балетов П. Чайковского «Лебединое озеро», «Щелкунчик», Л. Минкуса «Дон Кихот» (постановки Ю. Григоровича), мировые премьеры опер Х. Ахметова «Нэркэс», С. Низамутдинова «В ночь лунного затмения» и «Memento». Под руководством В. Платонова были исполнены «Реквием» Дж. Верди с участием И. Архиповой и М. Биешу, оратория С. Прокофьева «Иван Грозный», «Стабат Матер» Дж. Россини, 4 симфония Ф. Шуберта, 4 симфония Онеггера, «Гоголь-сюита» А. Шнитке, 1, 6, 13, 15 симфонии Д. Шостаковича, симфонии П. Чайковского и другие произведения. В. Платонов — художественный руководитель и дирижёр «Военного реквиема» Б. Бриттена, исполнение было посвящёно 50-летию окончания Второй мировой войны.
В. Платонов — участник Фестиваля «Ирина Архипова представляет… », XVI Международного конкурса вокалистов имени М. Глинки. Под его руководством проводились оперный Фестиваль «Шаляпинские вечера в Уфе» и балетный Фестиваль памяти Рудольфа Нуреева.
С 1997 по 2001 год он преподавал оперно-симфоническое дирижирование в Уфимском государственном институте искусств. Ученики этого периода — Раушан Якупов, главный дирижёр Национального симфонического оркестра Республики Башкортостан и Артём Макаров, главный дирижёр Башкирского государственного театра оперы и балета.
В 2001 году приглашён в качестве главного дирижёра в Пермский театр оперы и балета имени П. И. Чайковского. Осуществил премьеры оперы «Клеопатра» Ж. Массне, «Лолита» Р. Щедрина, «Синдерелла, или Сказка о Золушке» Ж. Массне, «Мазепа», «Иоланта» П. Чайковского, «Орфей» К. Монтеверди, «Отелло» Дж. Верди, «Чертогон» Н. Сидельникова, «Один день Ивана Денисовича» А. Чайковского; балета С. Прокофьева «Золушка», «Серенада», «Ballet Imperial» на музыку Второго концерта для фортепиано с оркестром П. Чайковского, «Дон Кихот» Л. Минкуса, «Ромео и Джульетта» С. Прокофьева.
В. И. Платонов дирижирует многими спектаклями текущего репертуара театра. По инициативе и под руководством В. И. Платонова возобновлены симфонические концерты, вызвавшие огромный интерес и резонанс у пермской публики и прессы.
В репертуаре дирижёра около 100 названий оперных и балетных спектаклей и более 80 симфонических программ.
В.Платонов дирижировал в США, Германии, Франции, Нидерландах, Испании, Бельгии, Ирландии, Швейцарии.
За постановку оперы Ж. Массне «Клеопатра» В. И. Платонов удостоен областной премии в сфере культуры и искусства за 2001 год.
В 2007 году принимал участие в ежегодном Международном музыкальном Фестивале «Crescendo».
В 2008 году под управлением Валерия Платонова в Карнеги-холл прошёл концерт «Чайковский-гала» оркестра, хора и солистов Пермского театра оперы и балета имени П. И. Чайковского.
В 2010 удостоен Национальной театральной премии «Золотая маска» в номинации «Лучший дирижёр» («Один день Ивана Денисовича» по произведению А.Солженицина).
Валерий Платонов с июля 2014 по декабрь 2015 являлся художественным руководителем Башкирского государственного театра оперы и балета.